# Olympique de Marseille (omnisports)
Pour les articles homonymes, voir OM et Olympique de Marseille.
L'Olympique de Marseille (OM) est un club omnisports français fondé en 1899 par René Dufaure de Montmirail.
Fondé avec une quinzaine de sections, le club n'abrite en 2020 plus que des équipes masculines et féminines de football ainsi qu'une section judo.

## Histoire
Le 26 mai 1899, la préfecture des Bouches du Rhône reconnait la création du cercle « Football Club », officialisant l'existence de l'équipe du Football Club de Marseille dont René Dufaure de Montmirail est le président depuis 1897. En septembre 1899, le Football Club fusionne avec la société sportive de l'Épée et, en fin de cette même année, le bureau vote le changement du nom du Football Club en Olympique de Marseille, nom sous lequel le club est alors inscrit en décembre 1899 pour la future compétition de football association par le Comité Régional du littoral. Ce changement de nom sera ensuite approuvé en assemblée générale le 8 janvier 1900.

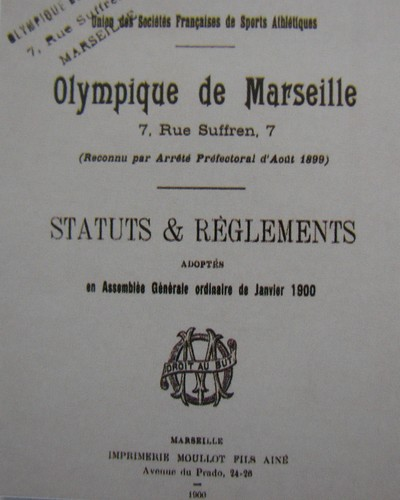
Statuts et règlements de l'OM.

Le terme « Olympique » a été choisi pour plusieurs raisons : à la fin du XIXe siècle, l'olympisme est sur le devant de la scène avec notamment les premiers jeux de l'ère moderne qui se déroulent à Athènes en 1896. En outre, le club comportait plusieurs sections sportives autres que le football (au sens de football association) comme la boxe ou l'escrime. Il fallait donc choisir un terme qui fasse référence à ces différentes disciplines sportives. Enfin, ce mot renvoie à l'Olympe et permet de faire un lien avec les racines grecques de la ville de Marseille, qui fêtait cette année-là le 25e centenaire de sa fondation par les Phocéens.
L'équipe de rugby est la section phare des débuts du club, avec notamment des joueurs comme Harry Baur, Camille Montade ou Fernand Bouisson. La section football prendra son envol peu après.

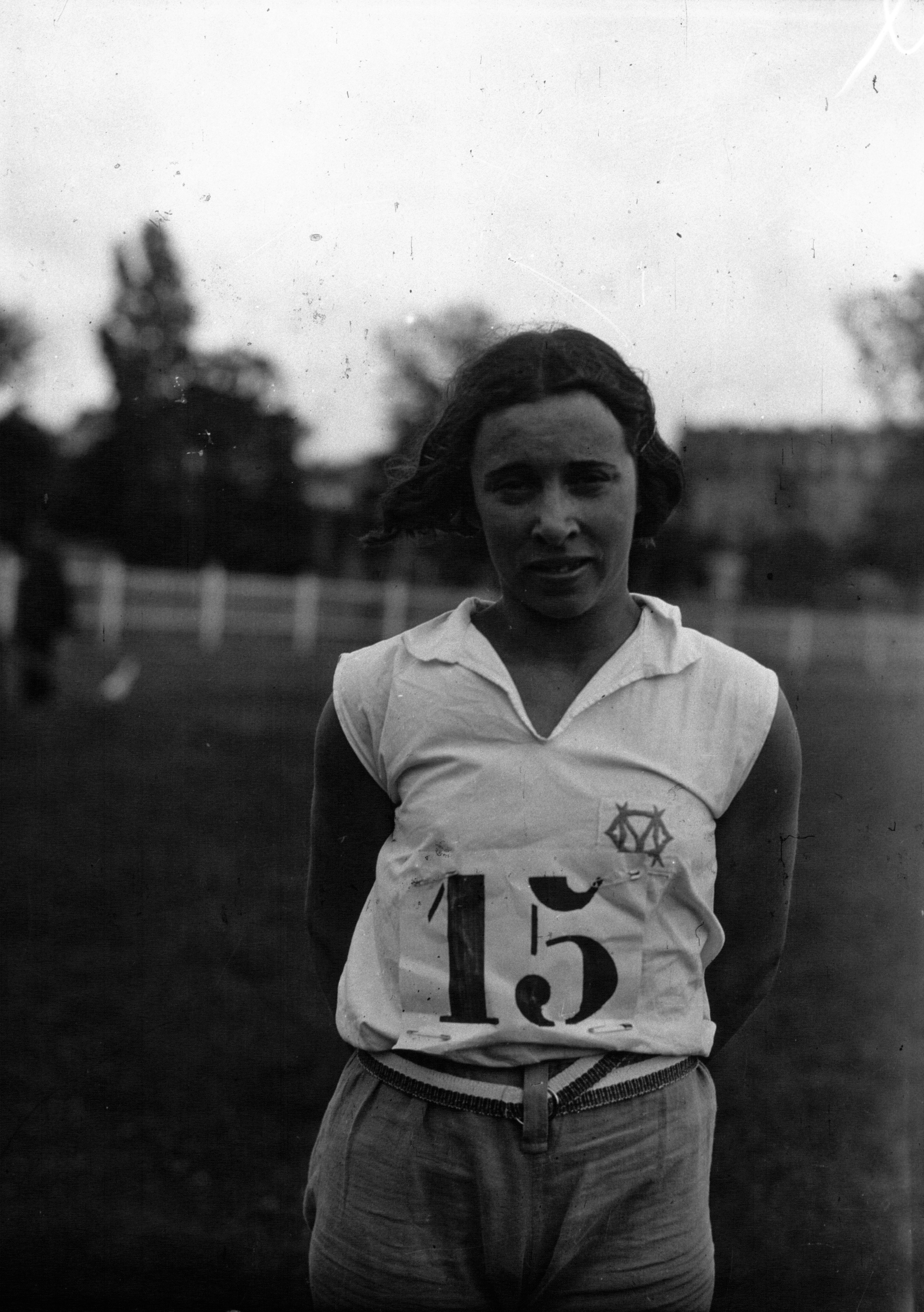
Jacqueline Combernoux, championne de France d'athlétisme sous le maillot de l'OM.

En dehors du football et du rugby à XV, le club compte des sections telles que l'athlétisme, l'escrime, le basket-ball, le handball (années 1940/1950), la lutte, la boxe, le cyclisme, le tennis, la natation, la pelote basque, l'aviron, le cricket, le sport automobile ou encore le water-polo.

## Sections

### Sections actuelles
- Olympique de Marseille, club de football français.
- Olympique de Marseille (féminines), section féminine du club de football.
- Judo, section créée en 2012[5].
- Esport depuis 2020.

### Sections disparues
- Basket-ball masculin, section disparue en 1954[6].
- Basket-ball féminin, section disparue dans les années 1960.
- Handball, section disparue en 1961.
- Rugby à XV, section disparue dans les années 1940.
- Escrime.
- Lutte.
- Boxe.
- Cyclisme.
- Tennis (une équipe féminine est éliminée en quarts de finale du Critérium de France en 1939[7]).
- Natation (la section natation, surnommée les Tritons[8], existe toujours en 1924[9]) - la section rejoint le Cercle des nageurs de Marseille (lui-même formé par des membres de l'Olympique de Marseille) en 1936[10].
- Pelote basque (l'OM compte deux équipes en 1906[11]).
- Aviron.
- Cricket.
- Sport automobile.
- Water-polo (une équipe masculine existe toujours en 1931[12] ; l'équipe est en huitièmes de finale du Championnat de France en 1928[13] et se qualifie pour le 2e tour du Championnat de France en 1931[14]).
- Volley-ball[15].

### Autres équipes utilisant le logo et la devise sous convention
- Olympique de Marseille Athlétisme, section à part entière jusqu'en 1982, l'OM Athlétisme utilise désormais le logo et la devise sous convention mais n'a plus de lien juridique avec l'OM[16].
- Olympique de Marseille Vitrolles, club de handball disparu sans lien juridique avec l'OM[17], mais qui utilisait le logo et la devise du club sous convention.